# Asbury Park

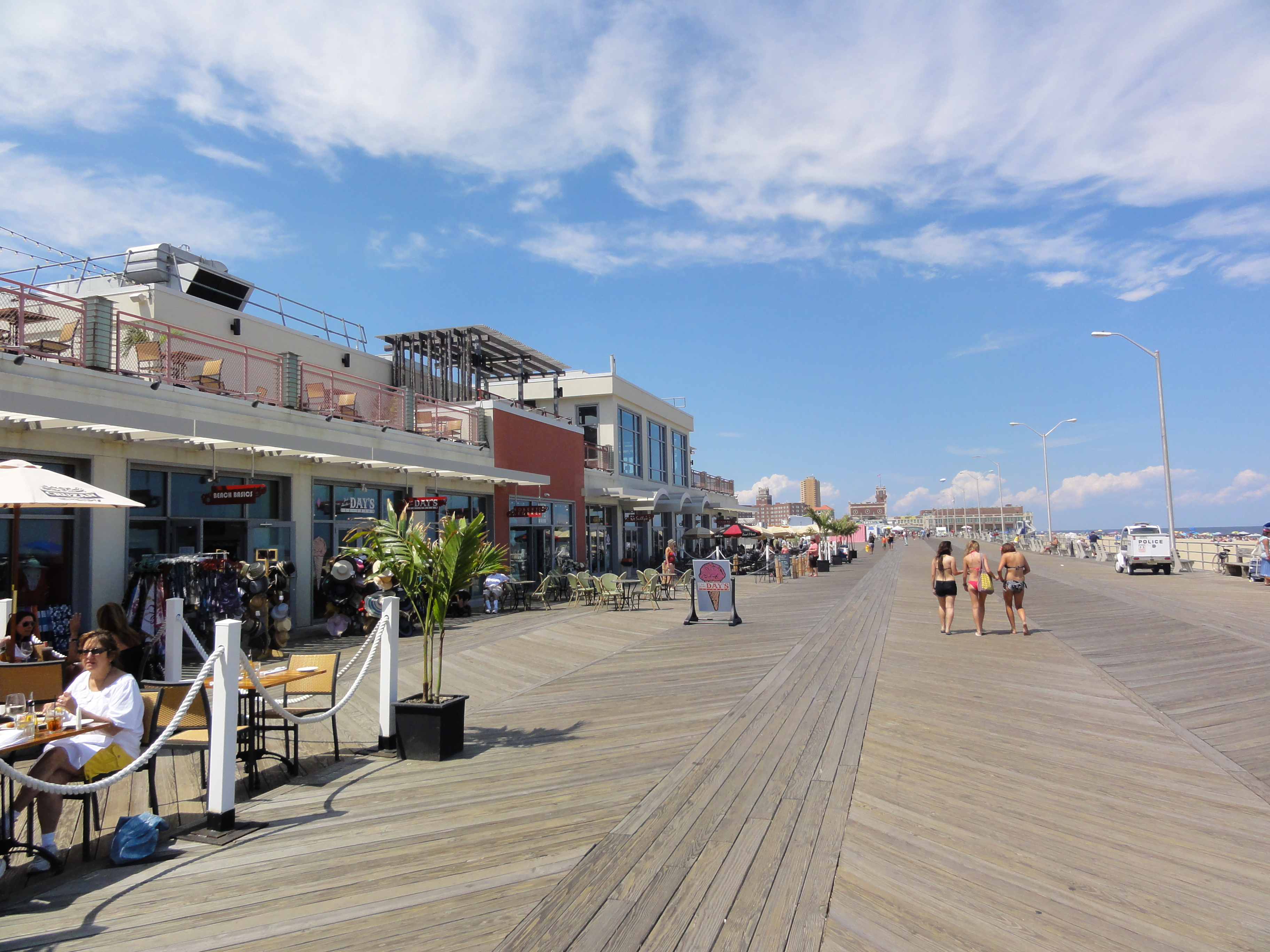
Boardwalken i Asbury Park

Asbury Park är en stad i Monmouth County, New Jersey, USA. Invånarantal 16 116 (2010).

## Historia
Asbury Park hade sina glansdagar då borgare från New York flyttade ut till de renare kustområdena längs New Jerseys kust. Under 1950-talet hade fortfarande Asbury Park ett kasino och ett livligt nöjesliv. Asbury Park har länge beskrivits som en nedgången stad med stora narkotikaproblem och ryktet förbättrades inte 1994 när dåvarande borgmästaren ertappades med att köpa narkotika nära stadshuset. Allt det som inte fick gå fel, gick fel i Asbury Park. Industrierna lades ner och de rika lämnade staden. I takt med att brottsligheten ökade så försvann turisterna.
Under 1960- och 1970-talen när Bruce Springsteen gjorde sig ett namn i Asbury Park hade staden redan börjat förfalla.

## Nöjen
Idag är Asbury Park en ganska livlig stad under sommaren. Klubben The Stone Pony har öppet för båda klubbar och konserter. The Stone Pony är inte bara känd för Bruce Springsteen utan även andra New Jersey-artister som Bon Jovi och Southside Johnny & The Asbury Jukes. En livlig gay-scen frodas också.

## Kommunikationer
Asbury Park är nåbar från New York med såväl bil (via Garden State Parkway) som med kollektivtrafik. NJ Transit driver en tåglinje mellan Penn Station i New York och Bay Head, med stopp i bland annat Asbury Park. Man måste dock byta tåg i Long Branch eftersom banan söder om denna ort inte är elektrifierad. I rusningstid går vissa dieseltåg till/från Hoboken. NJ Transit trafikerar också Asbury Park med buss från Philadelphia, Point Pleasant, Red Bank, Freehold och Long Branch.